# Liste der Kreisstraßen im Landkreis Oberallgäu
Die Liste der Kreisstraßen im Landkreis Oberallgäu ist eine Auflistung der Kreisstraßen im bayerischen Landkreis Oberallgäu mit deren Verlauf.

## Abkürzungen
- K: Kreisstraße in Baden-Württemberg
- KE: Kreisstraße in der kreisfreien Stadt Kempten (Allgäu)
- MN: Kreisstraße im Landkreis Unterallgäu
- OA: Kreisstraße im Landkreis Oberallgäu
- OAL Kreisstraße im Landkreis Ostallgäu
- St: Staatsstraße in Bayern

## Liste
Nicht vorhandene bzw. nicht nachgewiesene Kreisstraßen werden in Kursivdruck gekennzeichnet, ebenso Straßen und Straßenabschnitte, die unabhängig vom Grund (Herabstufung zu einer Gemeindestraße oder Höherstufung) keine Kreisstraßen mehr sind.
Der Straßenverlauf wird in der Regel von Nord nach Süd und von West nach Ost angegeben.
| Nr. OA | Verlauf |
| ------ | --- |
| OA 1   | in Martinszell i. Allgäu – Oberdorf b. Immenstadt – OA 5 in Heuberg |
| OA 2   | OA 22 in Niedersonthofen – Dietzen – Eckarts – Werdenstein – OA 5 in Zellers |
| OA 3   | OA 6 in Wies – Straß – Kenels – Ottacker – Rappolts – Wolfarts – Ruchis – Kühbach – Wolfis – Rottach – Gindels – Humbach – OA 30 – Greggenhofen – Goimoosmühle – St 2006/St 2007 |
| OA 4   | Sonthofen – Altstädten – Hinang – OA 26 – Schöllang – Reichenbach bei Oberstdorf – Rubi – in Oberstdorf |
| OA 5   | – OA 1 in Heuberg – Thanners – Zellers – OA 2 – Seifen – OA 31 – in Immenstadt i. Allgäu-Stein i. Allgäu – /St 2006 in Rauhenzell – Immenstadt i. Allgäu – Neumummen – Altmummen – Hofen – OA 29 in Blaichach – OA 27 in Bihlerdorf – / in Sonthofen-Rieden – in Sonthofen – Sigishofen – Westerhofen – Ofterschwang – Sigiswang – Kierwang – Bolsterlang – OA 9 in Obermaiselstein – Ried – Hirschsprung – Lochwiesen – Tiefenbach b. Oberstdorf – Wasach – |
| OA 6   | (KE 6 in Kempten (Allgäu)) – Kreisgrenze – Weidach – (Abzweig zur Weidach – Oberkottern – St 2520 in Durach-Heberlings/Miesenbach) – – See – Sulzberg – Wies – OA 3 – Greuth – OA 11 – Raichen – OA 10 in Oy-Mittelberg-Greifenmühle – Rieder – Großdorf – Vorderburg – Emmereis – Engelpolz – St 2007 in Kranzegg |
| OA 7   | St 2001 in Seltmans – in Ritzensonnenhalb – Weitnau – Gosbolz – Gerholz – Moos – Haslach – Bühl – Weilerle – Osterhofen – Rechtis – St 2055 |
| OA 8   | in Wertach – Hinterreute – Kreisgrenze – (OAL 1 im Landkreis Ostallgäu) |
| OA 9   | ( in Vorarlberg, Österreich) – Landesgrenze – Schlipfhalden – Gschwend – Balderschwang – Wäldle – Schwabenhof – OA 5 in Obermaiselstein – in Fischen i. Allgäu |
| OA 10  | OA 6 in Oy-Mittelberg-Greifenmühle – Oy-Mittelberg-Wengen – Oy-Mittelberg-Petersthal – Oy-Mittelberg-Feld – Oy-Mittelberg-Bisseroy – Oy-Mittelberg-Gschwend – Oy-Mittelberg-Josereute – St 2520 in Oy-Mittelberg-Oberzollhaus |
| OA 11  | OA 6 – Moosbach – Untergassen – Büchelesstein – St 2520 in Bodelsberg – Kreisgrenze – (OAL 3 im Landkreis Ostallgäu) |
| OA 12  | St 2377 – Seebach – Haldenwang – St 2055 in Börwang – Dickenbühl – Priors – Wagegg – OA 18 in Wildpoldsried |
| OA 13  | OA 15 in Wiggensbach – Hörtwies – Seibothen – Kreisgrenze – (KE 13 in Kempten (Allgäu)) |
| OA 14  | St 1308 in Kimratshofen – Wassergat – Kühsteig – Buchen am Wald – Walzlings – Bodenwalz – Ursulers – Heckelsmühle – OA 15 – Brittlings – Kreisgrenze – (KE 14 in Kempten (Allgäu)) |
| OA 15  | St 2009 in Altusried – Weihers – Wäschers – OA 14 – Greuts – Winnings – Zur Mühle – OA 13 in Wiggensbach – Wendelins – Unterried – Ermengerst – St 2376 – Wagenbühl – Hochreuten – OA 20 in Buchenberg |
| OA 16  | St 1308 – Landesgrenze – (K 7912 im Landkreis Ravensburg, Baden-Württemberg) – Landesgrenze – Muthmannshofen – OA 17 in Frauenzell – Landesgrenze – (K 8023 im Landkreis Ravensburg, Baden-Württemberg) |
| OA 17  | OA 16 in Frauenzell – Rungatshofen – Landesgrenze – (K 8022 im Landkreis Ravensburg, Baden-Württemberg) |
| OA 18  | (KE 18 in Kempten (Allgäu)) – Kreisgrenze – OA 23 in Betzigau – (Abzweig zur OA 23 in Betzigau) – Bogenried – OA 12 in Wildpoldsried – Meggenried – Landkreisgrenze – (OAL 10 im Landkreis Ostallgäu) |
| OA 19  | (MN 22 im Landkreis Unterallgäu) – Kreisgrenze – Grasgrub – Vockenthal – /St 2377 in Dietmannsried – St 2377 in Dietmannsried – Kassier – Oberbühlers – Heising – Hafenthal – Landkreisgrenze – (KE 19 in Kempten (Allgäu)) |
| OA 20  | St 2376 in Häfeliswald – Landesgrenze – (K 8045 im Landkreis Ravensburg, Baden-Württemberg) – Landesgrenze – Kreuzthal – Eschach – Eschachried – OA 15 in Buchenberg – St 2055 in Buchenberg – Bechen – Gösers – Wirlings – OA 33 – Leutenhofen – Eggenberg – in Hegge |
| OA 21  | (MN 24 im Landkreis Unterallgäu) – Kreisgrenze – Heusteig – Reicholzried – Schwarzenbach – St 2377 |
| OA 22  | St 2006 in Missen-Wilhams-Missen – Missen-Wilhams-Berg – Missen-Wilhams-Börlas – Diepolz – Freundpolz – Rieggs – Hof – Mähris – (Abzweig zur Niedersonthofen) – OA 2 in Niedersonthofen – Zellen – Memhölz – Gerats – Kuhnen – Waltenhofen – / in Waltenhofen |
| OA 23  | OA 18 in Betzigau – Kreisgrenze – (KE 23 in Kempten (Allgäu)) |
| OA 24  | St 2377 in Dietmannsried – Lauben – Nasengrub – Kreisgrenze – (KE 24 in Kempten (Allgäu)) |
| OA 25  | St 2005 in Höfen – Steibis – Sägmühle |
| OA 26  | in Fischen i. Allgäu – Au – Oberthalhofen – Schöllang – OA 4 |
| OA 27  | Säge – Gunzesried – Halden – Seifriedsberg – OA 5 in Bihlerdorf |
| OA 28  | in Bad Hindelang – Nordpol – Bad Oberdorf – Bruck – Hinterstein |
| OA 29  | OA 5 in Blaichach – St 2007 in Burgberg i. Allgäu |
| OA 30  | in Immenstadt i. Allgäu – / in Immenstadt i. Allgäu – Untermaiselstein – OA 3 |
| OA 31  | St 2006 – Akams – Bräunlings – OA 5 |
| OA 32  | (MN 34 im Landkreis Unterallgäu) – Kreisgrenze – Steig – Staubers – St 2009 in Binzen |
| OA 33  | (KE 33 in Kempten (Allgäu)) – Kreisgrenze – Albris – OA 20 in Wirlings |
| OA 34  | (OAL 27 im Landkreis Ostallgäu) – Kreisgrenze – Oy-Mittelberg-Schmalzhansenstein – Oy-Mittelberg-Unterschwarzenberg – St 2520 in Oy-Mittelberg-Fischersäge |

## Quelle
OpenStreetMap: Landkreis Oberallgäu – Landkreis Oberallgäu im OpenStreetMap-Wiki